# Hajiabad-e Yarahmadi
Hajiabad-e Yarahmadi (persiska: حاجی‌آباد یاراحمدی), eller bara Hajiabad (حاجی‌آباد), är en by i Iran. Den ligger i provinsen Lorestan, i den västra delen av landet, 1 487 meter över havet.
Närmaste större samhälle är Azna, 14 km söderut.